# Rattus macleari
Rattus macleari is een uitgestorven rat die voorkwam op Christmaseiland, ten zuiden van Java in de Indische Oceaan. Het is onduidelijk aan welke soort binnen Rattus deze soort verwant is en of hij zelfs maar tot Rattus behoort, hoewel hij schijnt te lijken op de Engganorat (R. engganus) uit Enggano, ten zuidwesten van Sumatra en op Rattus xanthurus uit Celebes.
Het was een grote rat met lange voelharen. De staart was tweekleurig. De rug was roodbruin en bedekt met dikke vacht, de buik geelbruin. De kop-romplengte bedroeg 210 tot 260 mm, de staartlengte 240 tot 265 mm, de achtervoetlengte 49 tot 54 mm en de schedellengte 42,5 tot 53,5 mm.
Dit dier kwam zeer veel voor op Christmas-eiland. Als ze naar voedsel zochten kwamen ze overal, tot in tenten en gebouwen toe. Ze maakten vreemde geluiden en vochten vaak. In 1903 is er voor het laatst één gezien. Waarschijnlijk is hij uitgestorven door een ziekte die door geïntroduceerde ratten naar het eiland is gebracht.